# Donnington (Telford and Wrekin)
Donnington – dzielnica miasta Telford, w Anglii, w Shropshire, w dystrykcie (unitary authority) Telford and Wrekin. Leży 21 km od miasta Shrewsbury i 209,4 km od Londynu. W 2011 roku dzielnica liczyła 6883 mieszkańców.